# Amena
Amena, ofta skrivet AmenA, folkbokförd Amena Abdulelah Ahmed Alsameai, född 2 juni 2001, är en svensk-jeminitisk sångare.

## Biografi

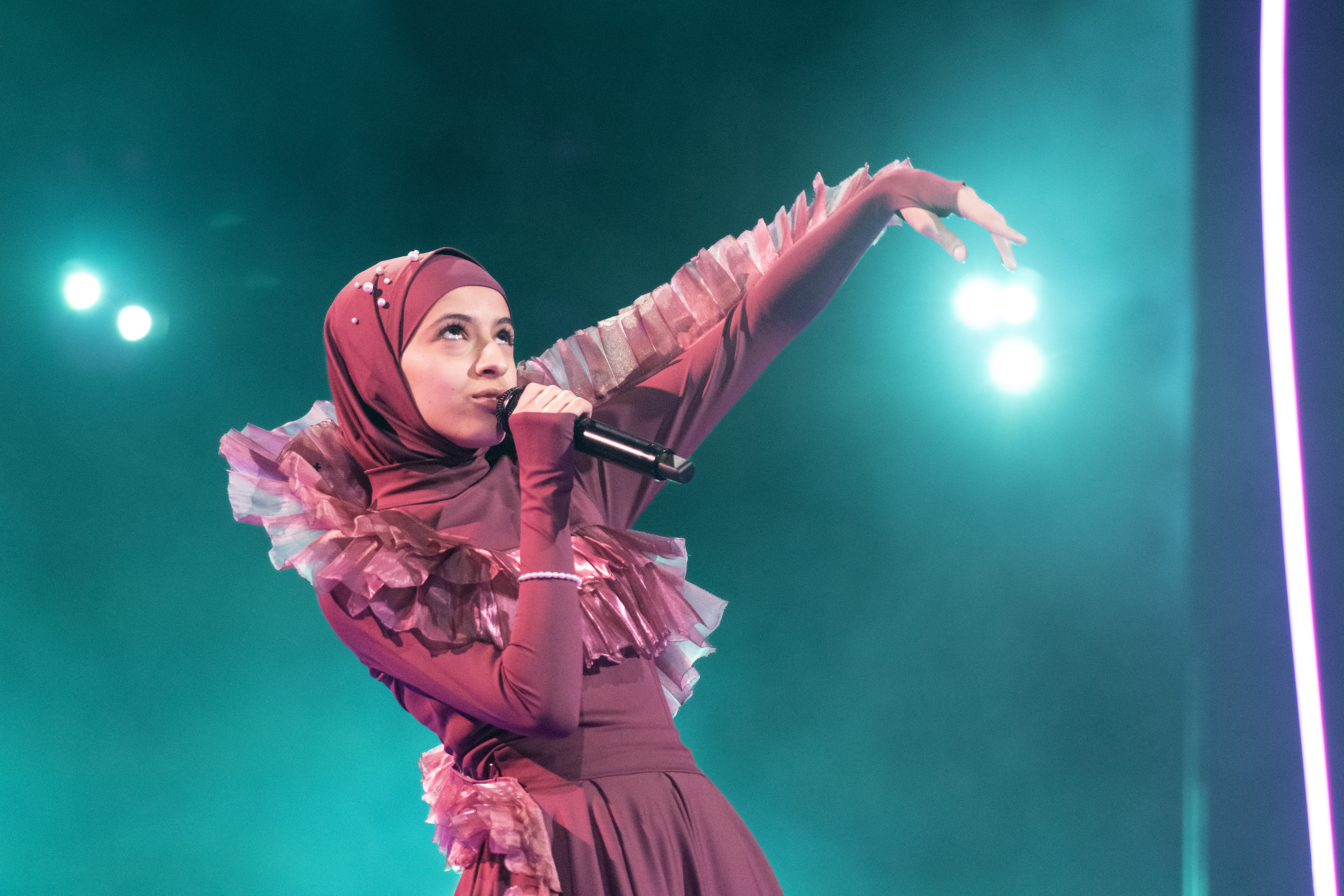
Amena på scen under Melodifestivalen 2025.

Amena är en svensk låtskrivare och artist som deltog i Idol 2021. I tävlingen nådde hon nionde plats. Hon släppte 2023 singeln Empty och startade i samband med den en insamling tillsammans med Plan International Sverige. Hon medverkade i Melodifestivalen 2025 med låten Do Good Be Better som hon skrivit tillsammans med Sandra Bjurman och Stefan Örn.
Hon medverkade 2021 i Tillsammans för Världens Barn.

## Diskografi

### Album
- 2024 – Guidebook (Argle Bargle Studios).

### Singlar
- 2023 – The Sun (Argle Bargle Studios).
- 2023 – Parasite (Argle Bargle Studios).
- 2023 – SAT (Argle Bargle Studios).
- 2023 – Empty (Argle Bargle Studios).
- 2024 – Zombie (Argle Bargle Studios).